# معامل تفريق الأوكتانول - الماء
معامل تفريق الأوكتانول - الماء هو معامل تفريق لنظام كيميائي ذو مرحلتين يتكون من مجموعة أوكتانول أو أكثر مع الماء، ويُعرف أيضا بنسبة الاوكتانول إلى الماء. وكثيرًا ما يشار إلى معامل تفريق الأوكتانول - الماء بالرمز P خاصة في الأدبيات العلمية الإنجليزية.
يعمل معامل تفريق الأوكتانول - الماء كمقياس للعلاقة بين مدى ألفة الدهون أو قابلية المادة للذوبان في الدهون، وألفة الماء أو قابلية المادة للذوبان في الماء بحيث تكون قيمة معامل تفريق الأوكتانول - الماء أكبر من واحد إذا كانت المادة أكثر قابلية للذوبان في المذيبات الشبيهة بالدهون مثل مُركبات الأوكتانول، وتكون قيمته أقل من واحد إذا كانت المادة أكثر قابلية للذوبان في الماء. أما إذا كانت المادة موجودة على شكل عدة أنواع كيميائية في نظام الأوكتانول المائي بسبب الارتباط أو التفكك، فيتم تعيين قيمة معامل تفريق الأوكتانول - الماء الخاصة بكل نوع، وفي هذه الحالة لا تميز القيمة المرتبطة D بين الأنواع المختلفة، ولكنها تشير فقط إلى نسبة تركيز المادة بين المرحلتين.